# Hugo Hofstad
Hugo Hofstad (28 novembre 1904 – 13 gennaio 1979) è stato un dirigente sportivo e calciatore norvegese, di ruolo portiere.

## Carriera

### Giocatore

#### Club
Hofstad vestì la maglia del Brann, con cui vinse due edizioni della Norgesmesterskapet: la prima nel 1923, la seconda nel 1925.

#### Nazionale
Hofstad conta 12 presenze per la Norvegia. Esordì il 17 giugno 1923, nella vittoria per 3-0 sulla Finlandia.

### Dopo il ritiro
Una volta conclusa la carriera agonistica, ricoprì la carica di presidente del Brann dal 1932 al 1933.

## Palmarès

### Club

#### Competizioni nazionali
- Coppa di Norvegia: 2

Brann: 1923, 1925